# Аллан, Гари
Гари Аллан (англ. Gary Allan; род. 5 декабря 1967, Ла-Мирада, Калифорния) — американский исполнитель кантри-музыки. Записал 10 студийных альбомов и два сборника лучших хитов. 
Три альбома возглавляли хит-парад лучших дисков кантри Top Country Albums: Tough All Over (2005), Greatest Hits (2007) и Set You Free (2013). Три альбома достигли платинового статуса RIAA: Smoke Rings in the Dark (1999), Alright Guy (2001) и See If I Care (2003). 29 синглов вошло в кантри-чарт Billboard, включая четыре № 1 хита в Hot Country Songs: «Man to Man», «Tough Little Boys» (2003), «Nothing On but the Radio» (2004) и «Every Storm (Runs Out of Rain)» (2013). Ещё 7 синглов вошли в лучшую десятку Top Ten этого кантри-чарта: «Her Man», «It Would Be You», «Right Where I Need to Be», «The One», «Best I Ever Had» (кавер-версия песни рок-группы Vertical Horizon), «Life Ain't Always Beautiful», «Watching Airplanes». 
В 2003 году был награждён премией «Horizon Award» от имени Country Music Association. В 2013 году его 9-й студийный альбом Set You Free впервые в карьере певца возглавил общенациональный хит-парад США Billboard 200.

## Биография
Родился 5 декабря 1967 года в Ла-Мираде, штат Калифорния, США, его родителями были Harley и Mary Herzberg. В возрасте 13 лет Гари начал играть в хонки-тонк-барах вместе со своим отцом. В 1987 году Гари женился на Трейси Тейлор (Tracy Taylor, его первой жене), а 28 ноября 1998 года его второй женой стала модель Данетте Дей (Danette Day; развелись в июне 1999 года). Его третья жена, Анджела (Angela, свадьба была 5 июня 2001 года), покончила с собой 25 октября 2004 года. В 2003 году Аллан сказал в интервью CMT, что он считает республиканского кандидата Арнольда Шварценеггера лучшим кандидатом на пост губернатора штата Калифорния.

## Дискография

### Альбомы
- Used Heart for Sale (1996) — № 20 Top Country Albums
- It Would Be You (1998) — № 21 Top Country Albums
- Smoke Rings in the Dark (1999) — № 9 Top Country Albums
- Alright Guy (2001) — № 4 Top Country Albums и № 39 Billboard 200
- See If I Care (2003) — № 2 Top Country Albums и № 17 Billboard 200
- Tough All Over (2005) — № 1 Top Country Albums и № 3 Billboard 200
- Greatest Hits (2007) — № 1 Top Country Albums и № 5 Billboard 200
- Living Hard (2007) — № 3 Top Country Albums и № 3 Billboard 200
- Get Off on the Pain (2010) — № 2 Top Country Albums и № 5 Billboard 200
- Icon (2012) — № 20 Top Country Albums
- Set You Free (2013) — № 1 Top Country Albums и № 1 Billboard 200